# TTV Irene

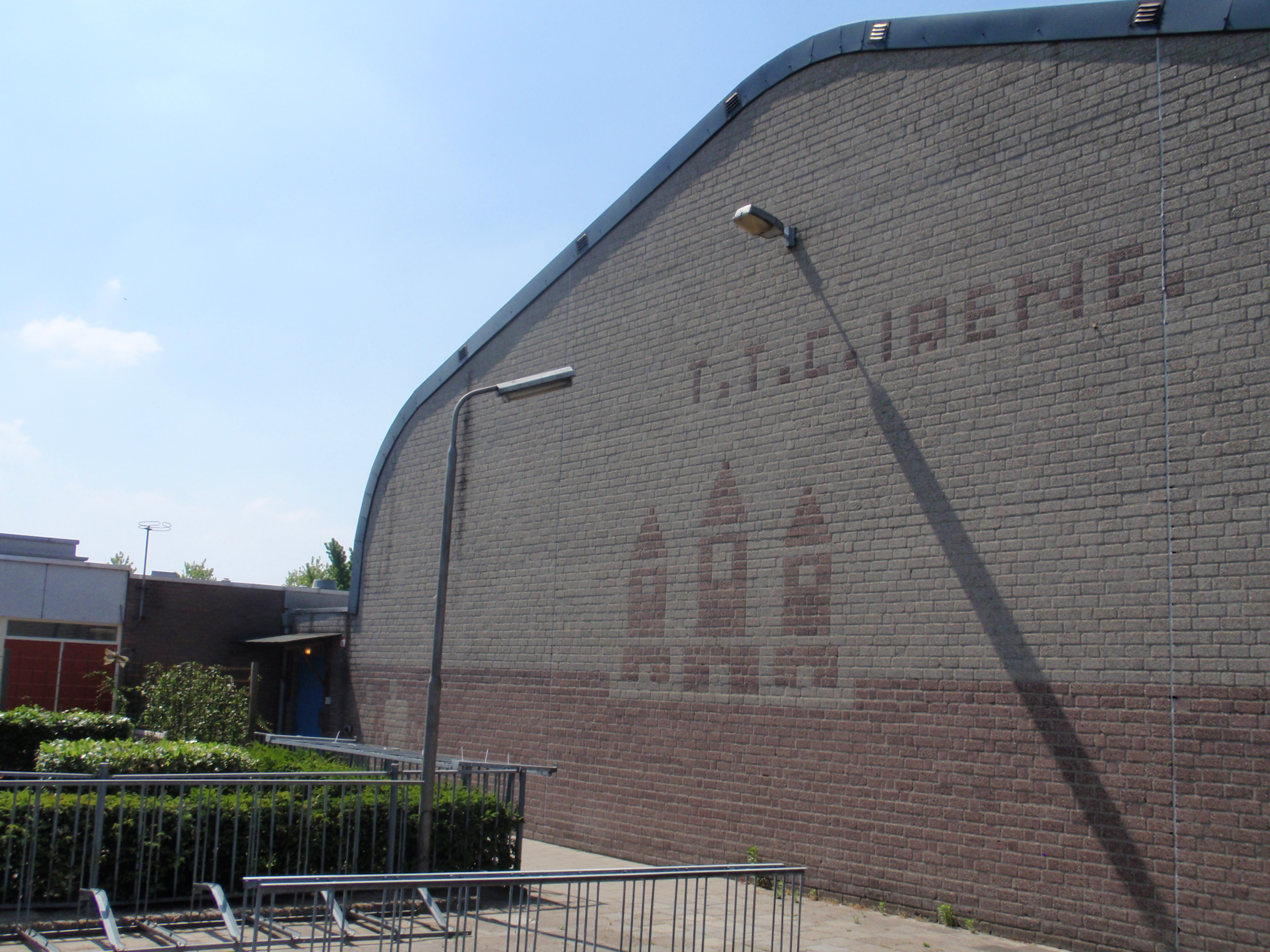
Irene (pand Insulindestraat)

Irene is een Nederlandse tafeltennisclub die op 14 augustus 1943 werd opgericht in Tilburg. Haar vertegenwoordigende vrouwenteam werd in 1968, 1969 en (als Besbo/Irene) in 1991 landskampioen en won in 1987 de nationale beker. Het mannenteam piekte toen het in 1997 (als Perfection/Irene) voorjaarskampioen werd in de eredivisie, zonder dit om te kunnen zetten in een algehele nationale titel.
In het voorjaar van 2011 werden de dames van TTV Irene (Marlotte Staps, Sandra Timmermans, Inge Fonken en Selma Straatman-Paetzel) kampioen in de eerste divisie B en wonnen ze vervolgens een promotiewedstrijd van SKF, kampioen van poule A van de eerste divisie. Hierdoor keerde Irene na jaren afwezigheid terug in de eredivisie. De aanwezigheid in de eredivisie bleef ditmaal beperkt tot één seizoen, waarin Irene als achtste en daarmee laatste eindigde in de competitie.

## Connectie met Willem II
De eerste locatie waar Irene gevestigd was, lag aan de Goirleseweg, nabij betaaldvoetbalclub Willem II, van waaruit Irene ontstond. Verschillende voetballers die met Willem II landskampioen werden, sloegen daarnaast een balletje bij Irene. Zo speelde Jef Mertens in het eerste, Sjel de Bruyckere in het tweede en Jo Mommers in het derde team van de Tilburgse tafeltennisclub.
Toen de accommodatie te klein werd, verhuisde TTV Irene naar achtereenvolgens de Lange Nieuwstraat, de Boomstraat, naar de oude instrumentenfabriek van Kessels, de Antoniusstraat, de Belaert van Bloklandstraat en ten slotte de Insulindestraat. Daar kwam de speelzaal in eigen beheer.

## Selectiespelers
Onder meer de volgende spelers speelden minimaal één wedstrijd voor Irene in de eredivisie:
| - Frank Boute - Reinier Paetzel - Jos Verhulst - Marlotte Staps - Inge Fonken - Sandra Timmermans - Selma Straatman-Paetzel |